# Carioca (revista)
Carioca foi uma revista brasileira que circulou no Rio de Janeiro em meados do século XX.

## Conteúdo
O caricaturista Mario Méndez publicou na revista Carioca; um desenho de sua autoria retratando a cantora Dalva de Oliveira a desagradou de tal forma que ela teria chorado "durante uma semana" ao vê-la.
Em suas páginas havia lugar para a crítica musical, como o comentário ali exarado pelo radialista Teófilo de Barros que dizia sobre Carmen Miranda: "Se Carmen gravar uma música qualquer horrorosa, essa música se vende aos milheiros, é tocada, cantada, assobiada até azedar e encher de dinheiro as editoras. O compositor pode ser até qualquer um. Não tem importância. Ficará importante do dia para a noite."
Também cronistas publicavam nela textos que retratavam a realidade da época, como um artigo de 1937 que falava sobre a influência do aparelho de rádio nas casas: "Atualmente, porém, o centro de uma residência é determinado pelo rádio. É este que indica qual o ponto de reunião. Se o rádio estiver na sala de visitas, ali também estarão os habitantes da casa. Mude-se o aparelho para a sala de jantar e tantos os moradores como as próprias visitas aí estarão ao seu redor. Sem o rádio ninguém mais passa. É por isso que todos se reúnem ao seu redor, pois é por causa dele que a sala em que ele se acha é o lugar preferido."
Também em suas páginas, em tempos onde a televisão era algo praticamente desconhecido, o aparelho foi descrito aos leitores como "semelhante a uma eletrola, porém com uma diferença, no lugar do disco há um pequeno quadro de vidro fosco pelo qual se vê imagens”.
A revista dedicou uma seção dedicada à psicanálise, iniciada em 1934 de forma pioneira por Gastão Pereira da Silva, intitulada "Psicanálise dos sonhos", que era ilustrada por uma imagem de Freud e ao final resultou num livro do autor chamado "Conhece-te pelos sonhos".